# Lobogonodes complicata
Lobogonodes complicata är en fjärilsart som beskrevs av Butler 1879. Lobogonodes complicata ingår i släktet Lobogonodes och familjen mätare. Inga underarter finns listade i Catalogue of Life.